# DeSoto

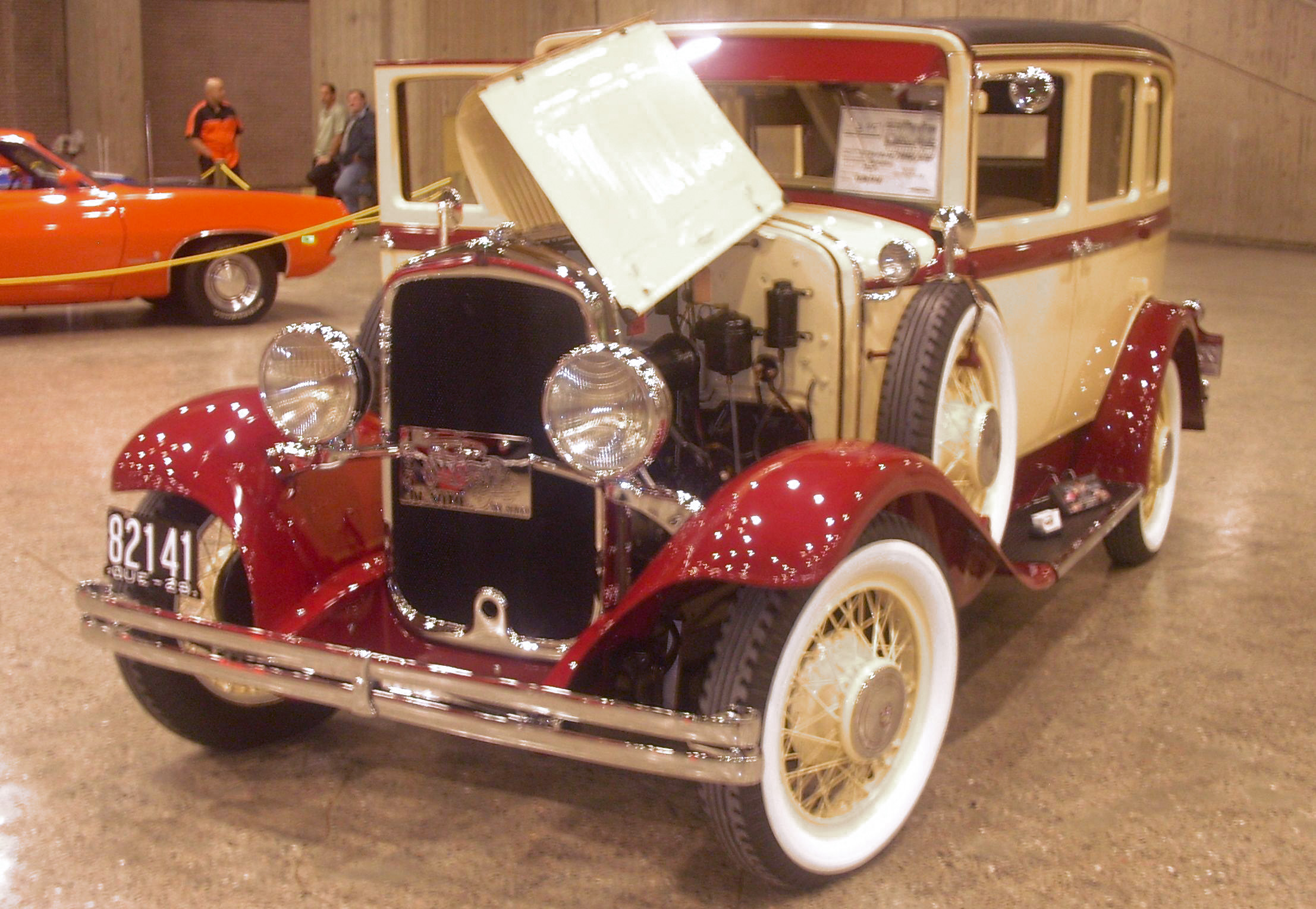
1929 DeSoto

DeSoto (někdy uváděno i De Soto) byla americká automobilka založená 4. srpna 1928 Walterem P. Chryslerem. Patřila do koncernu Daimler-Chrysler a z produkce jmenujme hlavně modely Adventurer, Diplomat aj. Značka oficiálně skončila 30. listopadu 1960, celkově bylo od roku 1928 vyrobeno více než dva miliony vozidel.
V logu firmy byla stylizovaná hlava španělského conquistadora Hernanda de Soto.

## Modely
| Modelový rok | Modely                                                                       |
| ------------ | ---------------------------------------------------------------------------- |
| 1929         | K                                                                            |
| 1930         | K, CK, CF                                                                    |
| 1931         | SA, CF                                                                       |
| 1932         | SA, SC, CF                                                                   |
| 1933         | SD                                                                           |
| 1934         | Airflow SE                                                                   |
| 1935         | Airstream SF, Airflow SG                                                     |
| 1936         | Airstream S-1, Airflow III S-2                                               |
| 1937         | S-3, Export                                                                  |
| 1938         | S-5, Export                                                                  |
| 1939         | S-6, Export                                                                  |
| 1940         | S-7, Export                                                                  |
| 1941         | S-8, Export                                                                  |
| 1942         | S-10, Export                                                                 |
| 1943         |                                                                              |
| 1944         |                                                                              |
| 1945         |                                                                              |
| 1946         | Deluxe S-11-S, Custom S-11-C, Diplomat                                       |
| 1947         | Deluxe S-11-S, Custom S-11-C, Diplomat                                       |
| 1948         | Deluxe S-11-S, Custom S-11-C, Diplomat                                       |
| 1949         | Deluxe S-13-1, Custom S-13-2, Diplomat                                       |
| 1950         | Deluxe S-14-1, Custom S-14-2, Diplomat                                       |
| 1951         | Deluxe S-15-1, Custom S-15-2, Diplomat                                       |
| 1952         | Deluxe S-15-1, Custom S-15-2, Firedome S-17, Diplomat                        |
| 1953         | Powermaster S-18, Firedome S-16, Diplomat                                    |
| 1954         | Powermaster S-20, Firedome S-19, Diplomat                                    |
| 1955         | Firedome S-22, Fireflite S-21, Diplomat                                      |
| 1956         | Firedome S-23, Fireflite S-24, Adventurer S-24-A, Diplomat                   |
| 1957         | Firesweep S-27, Firedome S-25, Fireflite S-26, Adventurer S-26-A, Diplomat   |
| 1958         | Firesweep LS1-L, Firedome LS2-M, Fireflite LS3-H, Adventurer LS3-S, Diplomat |
| 1959         | Firesweep MS1-L, Firedome MS2-M, Fireflite MS4-M, Adventurer MS3-H, Diplomat |
| 1960         | Fireflite PS1-L, Adventurer PS3-M, Diplomat                                  |
| 1961         | RS1-L, Diplomat                                                              |